# Dekanat Grodno-Zachód
Dekanat Grodno-Zachód – jeden z 16 dekanatów diecezji grodzieńskiej na Białorusi. W jego skład wchodzi 12 parafii.
Większą część tego dekanatu stanowią parafie mające swoje terytorium w mieście Grodno.

## Lista parafii
| Lp. | Miejscowość / parafia                                                       | Proboszcz / administrator  | Kościół                                                                     | Zdjęcie                     |
| --- | --------------------------------------------------------------------------- | -------------------------- | --------------------------------------------------------------------------- | --------------------------- |
| 1   | Grodno - Augustówek Parafia Matki Bożej Ostrobramskiej Matki Miłosierdzia   | ks. Aleksander Szemet      | Kościół Matki Bożej Ostrobramskiej Matki Miłosierdzia w Grodnie             |                             |
| 2   | Grodno - Baranowicze Parafia bł. Marianny Biernackiej                       | ks. Jerzy Martinowicz      | Kościół bł. Marianny Biernackiej w Grodnie (w budowie)                      |                             |
| 3   | Grodno - Olszanka Parafia Ducha Świętego                                    | ks. Paweł Sołobuda         | Kościół Ducha Świętego w Grodnie                                            |                             |
| 4   | Grodno (Usnarz) Parafia Matki Bożej Anielskiej                              | O. Józef Makarczyk OFMConv | Kościół Matki Bożej Anielskiej i klasztor Franciszkanów w Grodnie           | klasztor o.o. franciszkanów |
| 5   | Grodno Parafia Znalezienia Krzyża Świętego                                  |                            | Kościół Znalezienia Krzyża Świętego w Grodnie                               | kościół "pobernardyński"    |
| 6   | Grodno rektorat Zwiastowania Najświętszej Maryi Panny                       | ks. Antoni Gremza          | Kościół Zwiastowania Najświętszej Maryi Panny i klasztor Brygidek w Grodnie | kościół "pobrygidzki"       |
| 7   | Grodno - Południowy Parafia Niepokalanego Poczęcia Najświętszej Maryi Panny |                            | Kościół Niepokalanego Poczęcia Najświętszej Maryi Panny w Grodnie           |                             |
| 8   | Grodno - Wiśniowiec Parafia Miłosierdzia Bożego                             | ks. Ernest Budyn           | Kościół Miłosierdzia Bożego w Grodnie                                       |                             |
| 9   | Hoża Parafia Świętych Apostołów Piotra i Pawła                              |                            | Kościół śś. Apostołów Piotra i Pawła w Hoży                                 |                             |
| 10  | Indura Parafia Trójcy Przenajświętszej                                      | ks. Paweł Astukiewicz      | Kościół Trójcy Przenajświętszej w Indurze                                   |                             |
| 11  | Kopciówka Parafia Wniebowzięcia Najświętszej Maryi Panny                    | ks. Michał Łastowski       | Kościół Wniebowzięcia Najświętszej Maryi Panny w Kopciówce                  |                             |
| 12  | Kwasówka Niepokalanego Poczęcia Najświętszej Maryi Panny                    |                            | Kościół Niepokalanego Poczęcia Najświętszej Maryi Panny w Kwasówce          |                             |
| 13  | Odelsk Parafia Wniebowzięcia Najświętszej Maryi Panny                       |                            | Kościół Wniebowzięcia Najświętszej Maryi Panny w Odelsku                    |                             |